# Fractura de Colles
La fractura de Colles és una fractura distal del radi. La fractura es reconeix clínicament per la deformitat en forquilla degut desplaçament posterior del segment distal del radi. Per a una discussió més detallada, veure la fractura distal del radi. Porta el nom d'Abraham Colles (1773-1843), un cirurgià irlandès que la va descriure per primera vegada el 1814 abans de l'arribada dels raigs X.

## Terminologia
El terme fractura de Colles és típicament usat per descriure una fractura de l'extrem distal del radi, en la seva unió corticomedul·lar. No obstant això, ara el terme tendeix a ser utilitzat per referir-se a qualsevol fractura distal del radi, amb la participació, o sense, del cúbit, que tingui un desplaçament dorsal dels fragments de la fractura.
La fractura clàssica de Colles tenen les següents característiques:
- Fractura transversal del radi
- A 2,5 cm proximal a l'articulació radiocarpiana
- Desplaçament dorsal i angulació palmar

## Diagnòstic
Clínic
- Tumefacció a nivell del trauma
- Dolor
- Impossibilitat funcional activa i passiva en canell
- Impossibilitat per a la realització dels moviments de Pronosupinació a nivell del colze

Radiològic
- AP i lateral de mà

## Troballes radiològiques típiques

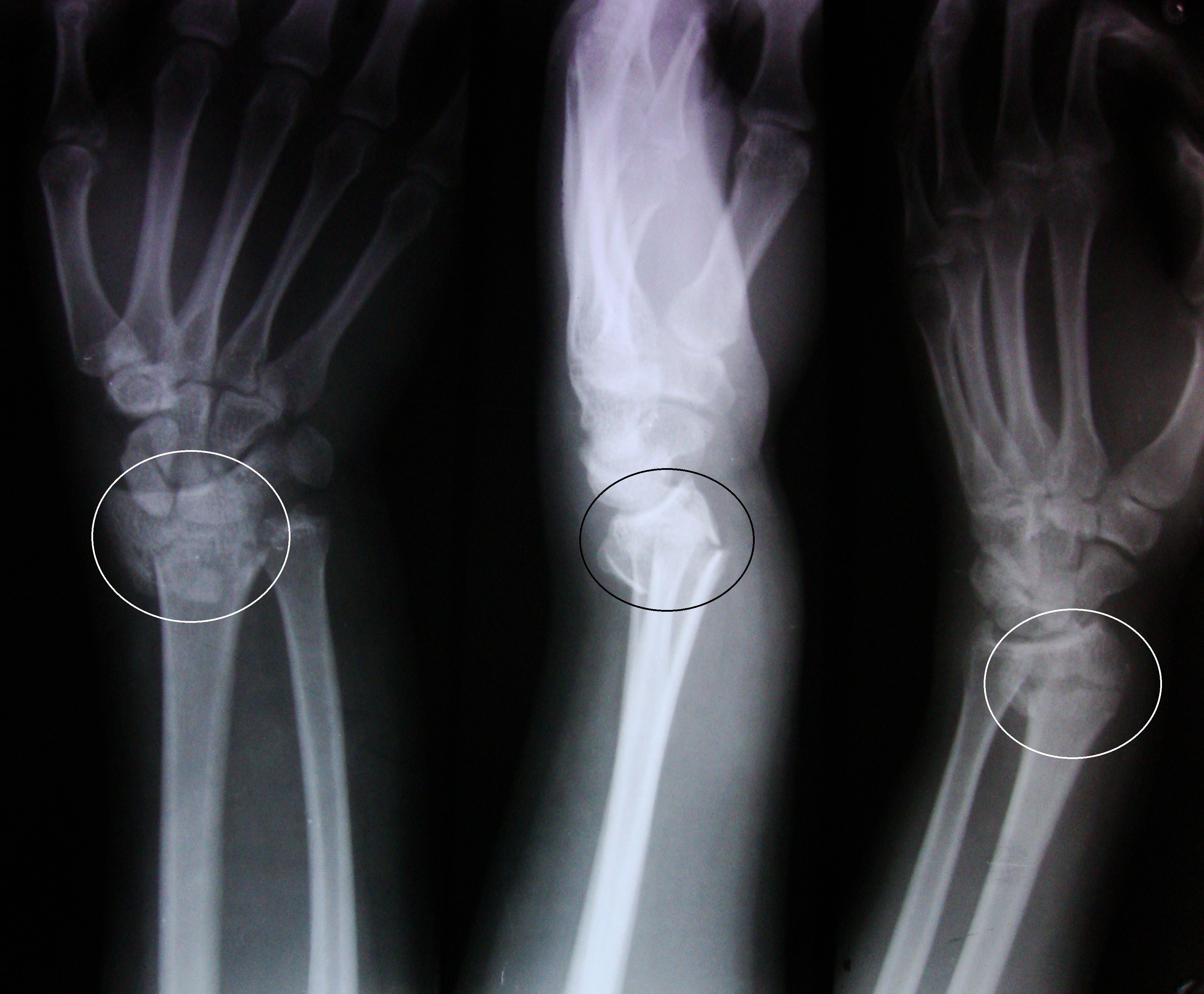
Troballes radiològiques

- Inclinació dorsal i radial del canell
- Escurçament radial
- Desplaçament dorsal del fragment distal
- Sovint associada a fractura de l'apòfisi estiloide cubital.

## En els pacients més grans i més joves
Les fractures de Colles es produeixen en tots els grups d'edat, encara que certs patrons segueixen una distribució d'edat.
- En els ancians, a causa de la feble escorça, la fractura és més sovint extraarticular.
- Els individus més joves tendeixen a requerir una força per causar la fractura més important i tendeixen a ser més complexes. fractura intraarticular En els nens amb fisi oberta, una fractura equivalent és el lliscament epifisari. Aquesta és una fractura de Salter I o II amb forces deformants dirigides a través de la placa epifisària més feble.
- Més comuna en dones a causa de l'osteoporosi postmenopàusica.

## Causes
La fractura és causada més comunament per persones que cauen cap endavant sobre una superfície dura i aturen la seva caiguda amb les mans esteses - que si cauen amb el canell en flexió, es produiria una fractura de Goyrand-Smith. També pot ser causada per ús excessiu.
La de Colles és una fractura comuna en persones amb osteoporosi, en un segon lloc només després de les fractures vertebrals.

## Tractament

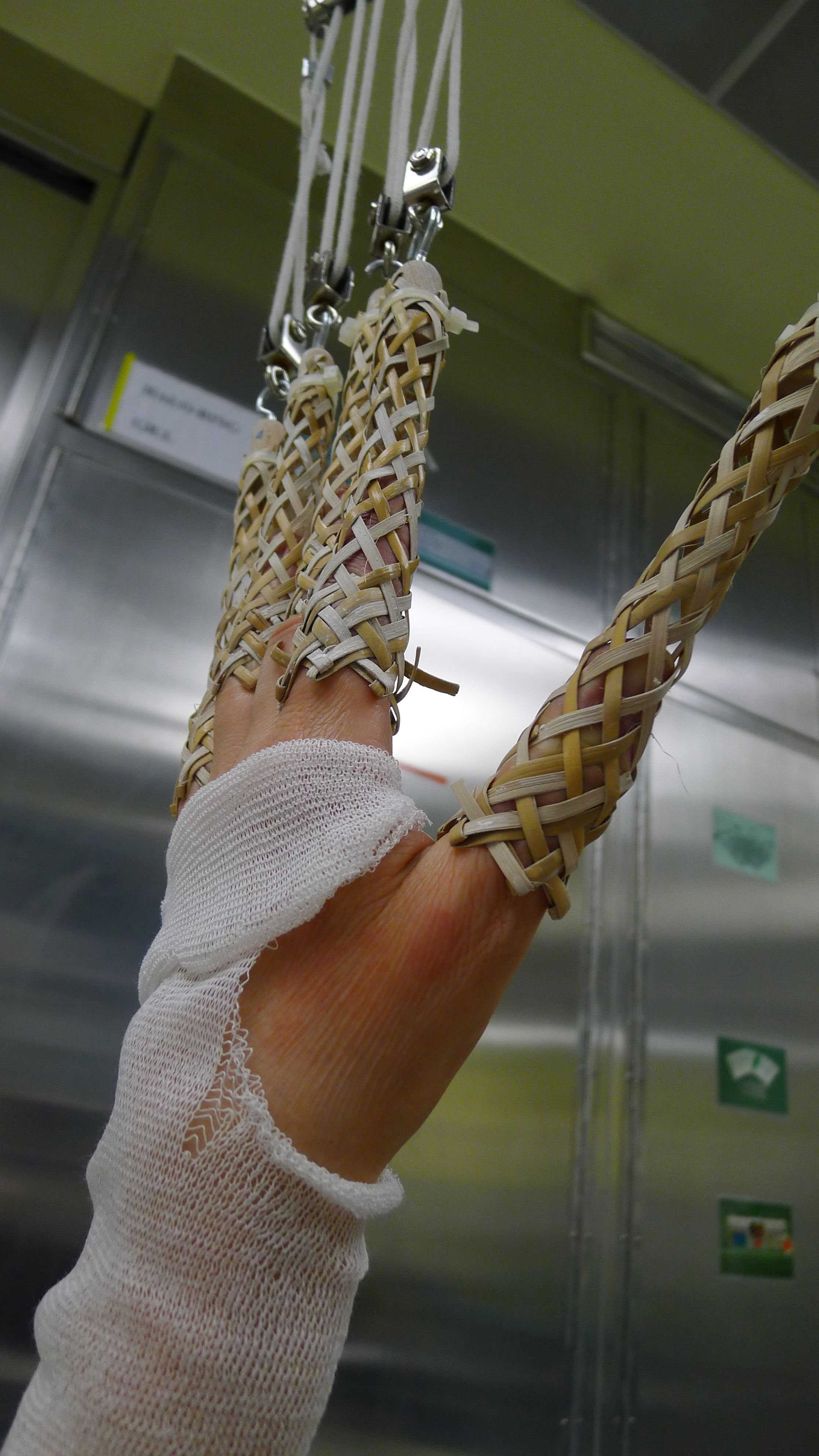
Tracció digital en una fractura de Colles.

Depèn de la gravetat de la fractura. Una fractura no desplaçada es pot tractar sols amb un guix. El guix s'aplica amb el fragment distal en flexió palmar i desviació cubital. Una fractura amb una angulació i desplaçament suau pot requerir una reducció tancada. Una angulació i deformitat importants, molt rarament, pot requerir una reducció oberta i fixació interna o fixació externa. La fèrula volar de l'avantbraç és la millor per a la immobilització temporal de les fractures de l'avantbraç, el canell i la mà, incloent-hi, per tant, la de Colles.